# Gustavo Alcalde Sánchez
Gustavo Alcalde Sánchez (Calataiud, 1955) és un metge i polític aragonès.

## Biografia
Es va llicenciar en Medicina i Cirurgia per la Universitat de Saragossa. És metge Titular d'Atenció Pública Domiciliària per oposició i especialista en Medicina Familiar i Comunitària. Des de 1988 fins a 1991 va ser Cap del servei Provincial de Sanitat, Benestar Social i Treball de la Diputació General d'Aragó en Terol.
Membre del Partit Popular d'Aragó, ha ocupat diferents càrrecs com a diputat regional a les Corts d'Aragó i senador per designació de la Comunitat Autònoma després de les eleccions autonòmiques de 1995 i les de 2003.
El 6 de maig de 2001, el llavors president del Partit Popular, Manuel Giménez Abad va ser assassinat per ETA a Saragossa. A causa d'aquesta tragèdia, Alcalde el va substituir en el càrrec.
El 25 de maig de 2003, van tenir lloc les eleccions autonòmiques en el qual Gustavo Alcalde era el candidat del PP per a tornar a recuperar la presidència de la Diputació General d'Aragó. Però el seu partit va perdre més de 30.000 vots i 6 diputats respecte a la cita amb les urnes del 13 de juny de 1999. A diferència que en la resta d'Espanya, a Aragó el Partit Popular va rebre un «càstig» amb una greu reculada electoral en les autonòmiques. Pesa molt l'oposició de la societat aragonesa al Pla Hidrològic Nacional (PHN) i en menor mesura el suport del govern d'Aznar a la invasió estatunidenca de l'Iraq.
El 20 de novembre de 2004, Alcalde va ser reelegit com a president del PP aragonès. Cal destacar que en aquest congrés popular, Alcalde va estructurar a la seva mesura el comitè executiu del partit, on es va marginar al sector del qual va ser alcalde de Saragossa (2000-2003), José Atarés Martínez.
El 3 d'octubre de 2006, segons el que s'estableix en l'article 146 de la Constitució espanyola, Gustavo Alcalde va ser un dels tres ponents aragonesos en el Congrés dels Diputats, perquè fos tramitat com a llei la reforma de l'Estatut d'Autonomia d'Aragó.
Quatre anys després va tornar a ser el candidat pel PP per a la presidència del Govern d'Aragó. Les eleccions autonòmiques es van celebrar el 27 de maig de 2007, en elles va tornar a vèncer el PSOE —aconseguint 30 escons. El PP va aconseguir 23 diputats (un més que en 2003) a pesar de perdre més de 12.000 vots respecte a l'anterior cita amb les urnes quatre anys abans.
Així mateix, va ser diputat en el Congrés entre 1996 i 1999. El 5 de gener de 2012 va ser nomenat delegat de Govern d'Aragó. Va romandre en aquest càrrec fins al 18 de juny de 2018, on va ser substituït per María Carmen Sánchez Pérez. En aquesta etapa les forces de l'oposició demanaren sovint la seva dimissió.